# Liste des routes d'Alaska
Les routes en Alaska sont à la fois nommées et numérotées. Il n'y a que douze routes d'état numérotées de 1 à 11 et 98. Toutefois, les noms et les numéros ne coïncident pas toujours : par exemple la route numéro 1 peut faire référence à la Glenn Highway, la Seward Highway, la Sterling Highway, ou à Tok Cut-Off. De même, certaines sections de la Seward Highway peuvent être numérotées route 1, route 9 voire Interstate A3. Il est plus habituel localement, de les appeler par leur nom, ou leur destination, plutôt que par leur numérotation.

## Liste des routes

### US Routes
Le segment en Alaska de la Alaska Highway a été suggéré pour faire partie de la US 97, mais ce projet n'a jamais abouti.

### Routes numérotées d'Alaska
| Numéro | Longueur (mi) | Longueur (km) | Terminus sud / ouest                      | Terminus nord / est                                       | Créée | Notes |
| ------ | ------------- | ------------- | ----------------------------------------- | --------------------------------------------------------- | ----- | --- |
| AK-1   | 545,92        | 878,57        | Marine Highway à Homer                    | AK-2 (Alaska Highway) à Tok                               | —     | Constituée de: Sterling Highway, Seward Highway, Glenn Highway, Richardson Highway, Tok Cut-Off                                    |
| AK-2   | 456,91        | 735,33        | Cul-de-sac à Manley Hot Springs           | Route 1 à la frontière canadienne près d'Alcan Border, YT | —     | Constituée de: Elliott Highway, Steese Highway, Richardson Highway, Alaska Highway                                                 |
| AK-3   | 323,00        | 520,00        | AK-1 (Glenn Highway) à Gateway            | AK-2 (Richardson Highway) à Fairbanks                     | 1971  | George Parks Highway |
| AK-4   | 266,00        | 428,00        | Marine Highway à Valdez                   | AK-2 (Alaska Highway) à Delta Junction                    | —     | Richardson Highway |
| AK-5   | 160,00        | 260,00        | AK-2 (Alaska Highway) à Tetlin Junction   | Front Street à Eagle                                      | —     | Taylor Highway |
| AK-6   | 161,00        | 259,00        | AK-2 (Elliott Highway) à Fox              | River Road à Circle                                       | —     | Steese Highway |
| AK-7   | 150,00        | 241,40        | Cul-de-sac à Ketchikan                    | Haines Highway près de Pleasant Camp, BC                  | —     | Constituée de: Tongass Highway, Mitkof Highway, Egan Drive, Haines Highway. Les segments sont reliés entre eux par des traversiers |
| AK-8   | 135,00        | 217,00        | AK-3 (George Parks Highway) à Cantwell    | AK-4 (Richardson Highway) à Paxson                        | —     | Denali Highway |
| AK-9   | 36,49         | 58,72         | Railway Avenue à Seward                   | AK-1 (Sterling Highway) à Tern Lake Junction              | —     | Seward Highway |
| AK-10  | 49,50         | 79,70         | AK-4 (Richardson Highway) à Copper Center | Chitina                                                   | —     | Edgerton Highway |
| AK-10  | 83,50         | 134,40        | Marine Highway à Cordova                  | Cul-de-sac à McCarthy                                     | —     | Constituée de: Copper River Highway, McCarthy Road                                                                                 |
| AK-11  | 414,00        | 666,00        | AK-2 (Elliott Highway) à Livengood        | East Lake Colleen Drive à Deadhorse                       | 1978  | Dalton Highway |
| AK-98  | 13,40         | 21,60         | Marine Highway à Skagway                  | Route 2 près de Fraser, BC                                | 1998  | Klondike Highway |

### Routes nommées d'Alaska
Les routes ci-dessous ne sont pas numérotées ni considérées comme des routes d'état.
| Numéro                     | Longueur (mi) | Longueur (km) | Terminus sud / ouest                                                    | Terminus nord / est                             | Créée | Notes                                                          |
| -------------------------- | ------------- | ------------- | ----------------------------------------------------------------------- | ----------------------------------------------- | ----- | -------------------------------------------------------------- |
| Alaska Peninsula Highway   | —             | —             | Naknek                                                                  | King Salmon                                     | —     |                                                                |
| Chena Hot Springs Road     | —             | —             | Old Steese Highway au nord de Fairbanks                                 | Chena Hot Springs                               | —     |                                                                |
| Denali Park Road           | —             | —             | Mile 237 (km 382) de la Parks Highway (dans le Parc national de Denali) | Kantishna                                       | —     |                                                                |
| Douglas Highway            | —             | —             | Douglas Island                                                          | Douglas Island                                  | —     |                                                                |
| Hope Highway               | 17,86         | 28,74         | AK-1 (Seward Highway) près de Hope                                      | Porcupine Campgrounds à Hope                    | 1928  | Forest Highway 14 dans la Forêt nationale de Chugach           |
| Johansen Expressway        | 4,20          | 6,80          | University Avenue à College                                             | AK-2 (Steese Expressway) à Fairbanks            | —     | Seule route en Alaska à avoir des numéros de sortie            |
| Kenai Spur Highway         | 38,79         | 62,42         | AK-1 (Sterling Highway) à Soldotna                                      | Bay Beach Road à Nikiski                        | 1951  | Dans la Péninsule Kenai                                        |
| Minnesota Drive Expressway | 7,56          | 12,17         | Old Seward Highway à Anchorage                                          | West 15th Avenue à Anchorage                    | 1950  |                                                                |
| Nome–Council Highway       | 71,97         | 115,82        | Nome Bypass Road / Front Street à Nome                                  | Cul-de-sac à la rivière Niukluk à Council       | 1906  |                                                                |
| Nome–Taylor Highway        | —             | —             | Nome                                                                    | Taylor                                          | —     |                                                                |
| Nome–Teller Highway        | 72,00         | 116,00        | Nome                                                                    | Teller                                          | —     | Aussi appelée la Bob Blodgett Highway                          |
| Palmer–Wasilla Highway     | —             | —             | Palmer                                                                  | Wasilla                                         | —     |                                                                |
| Portage Glacier Highway    | 11,59         | 18,65         | AK-1 (Seward Highway) à Portage                                         | Marine Highway à Whittier                       | 2000  |                                                                |
| Salmon River Road          | 11,71         | 18,85         | Hyder                                                                   | Frontière canado-américaine près de Premier, BC | —     | Connue comme la NFD 88 Road dans la Forêt nationale de Tongass |
| Top of the World Highway   | 79,00         | 127,00        | AK-5 (Taylor Highway) près de Jack Wade                                 | Route 9 à la frontière canado-américaine        | 1955  |                                                                |
| Zimovia Highway            | 14,00         | 23,00         | Wrangell                                                                | McCormick Creek Road à Wrangell                 | —     |                                                                |

## Galerie

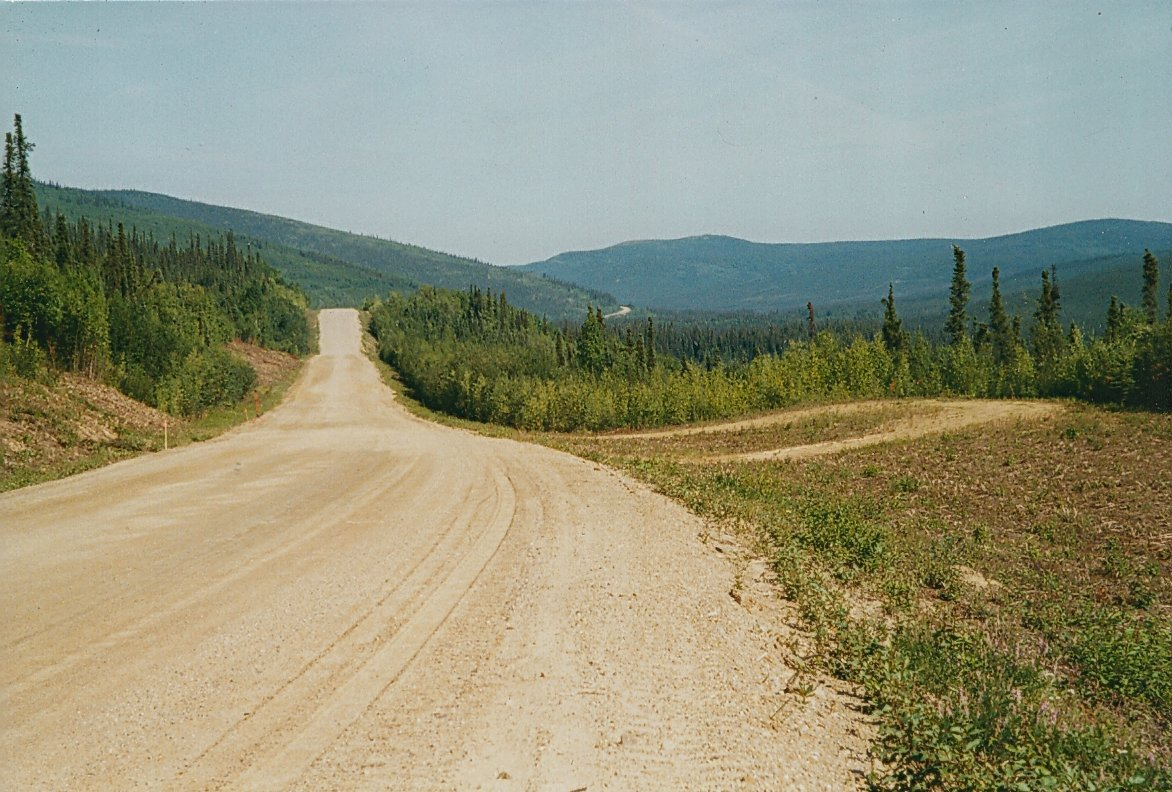
Steese Highway
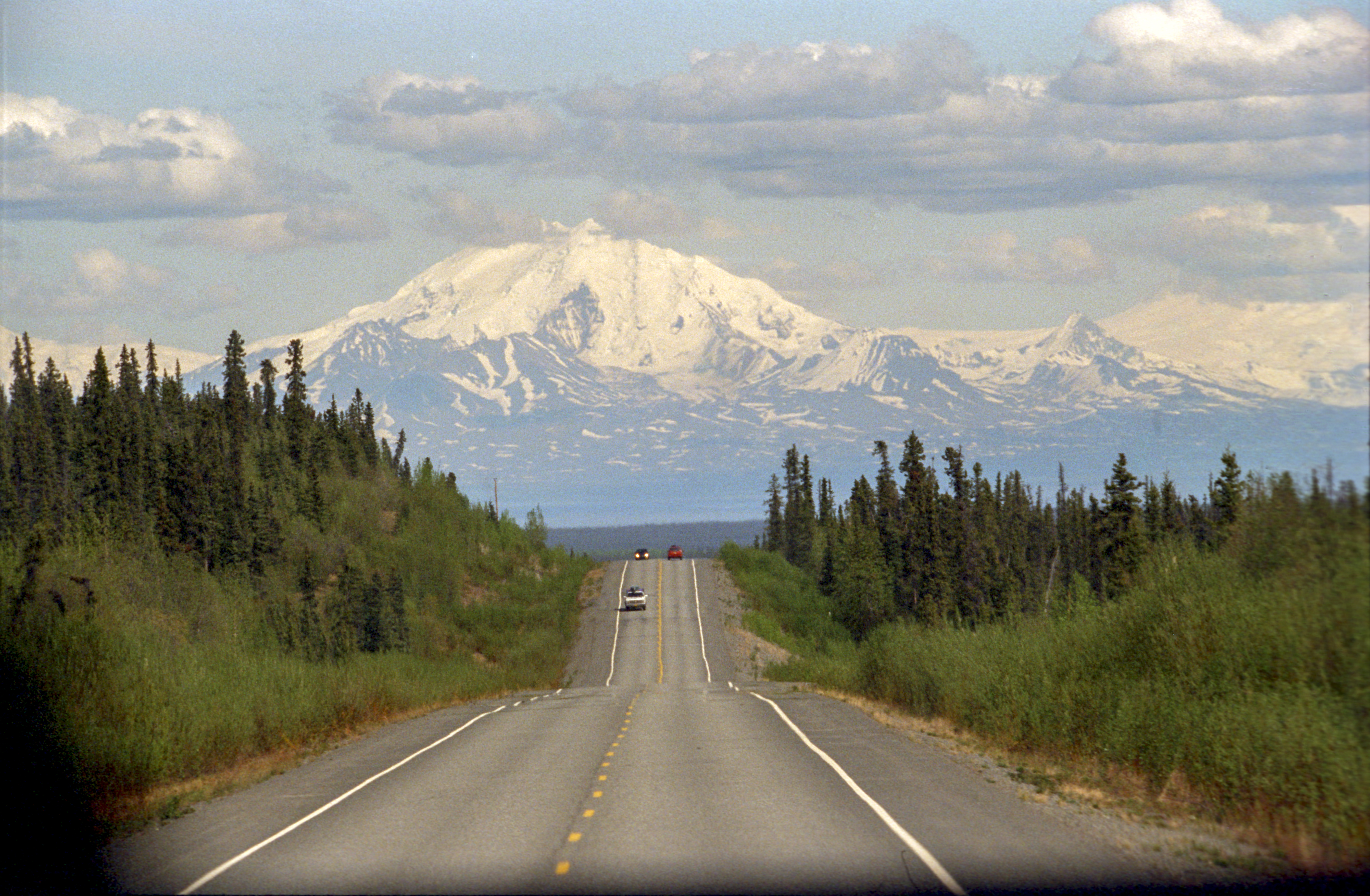
Glenn Highway
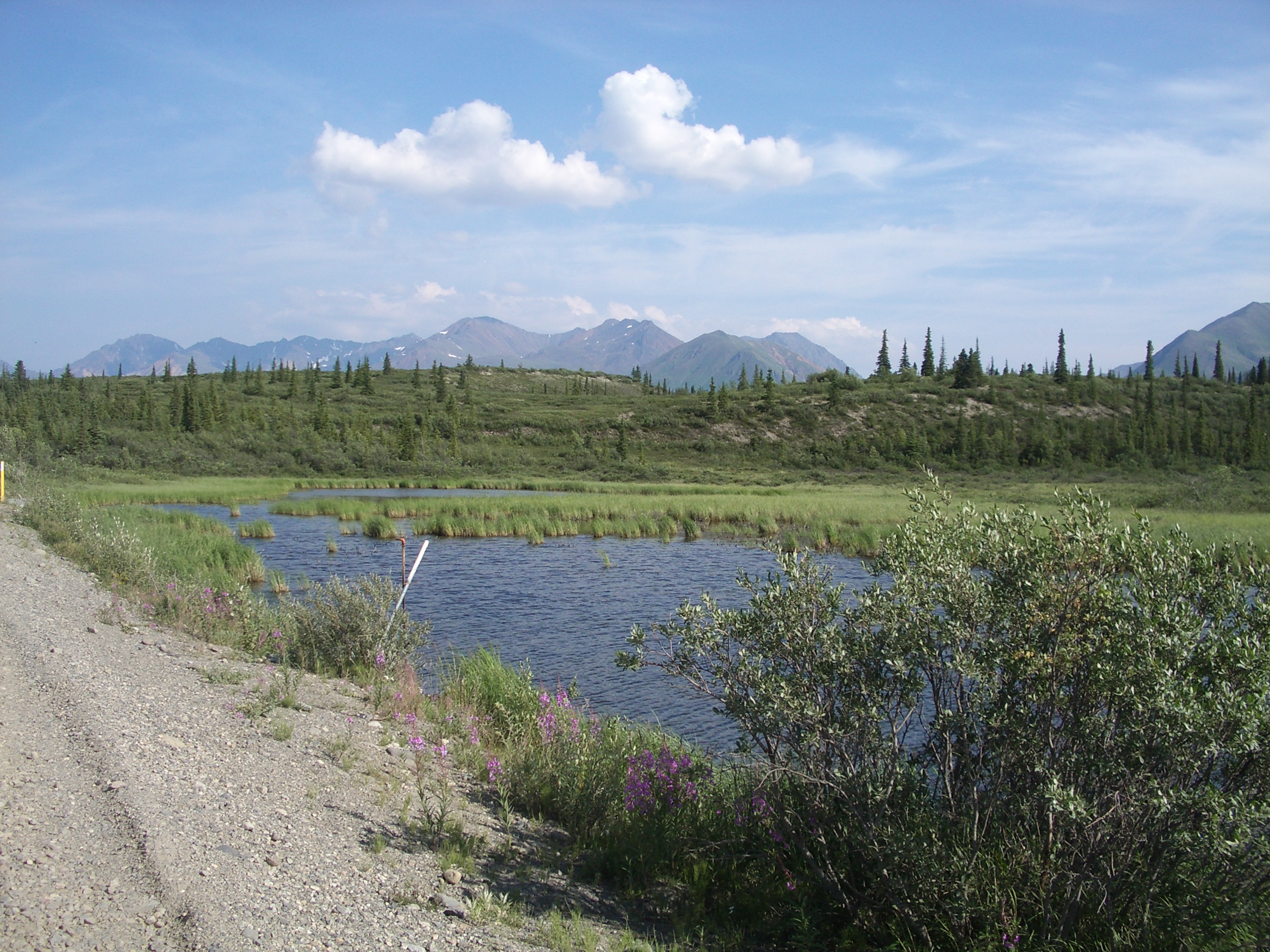
Sur la Denali Highway
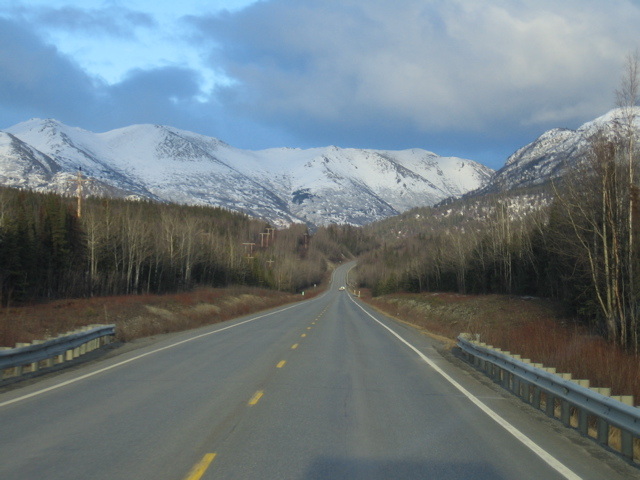
Sewart Highway
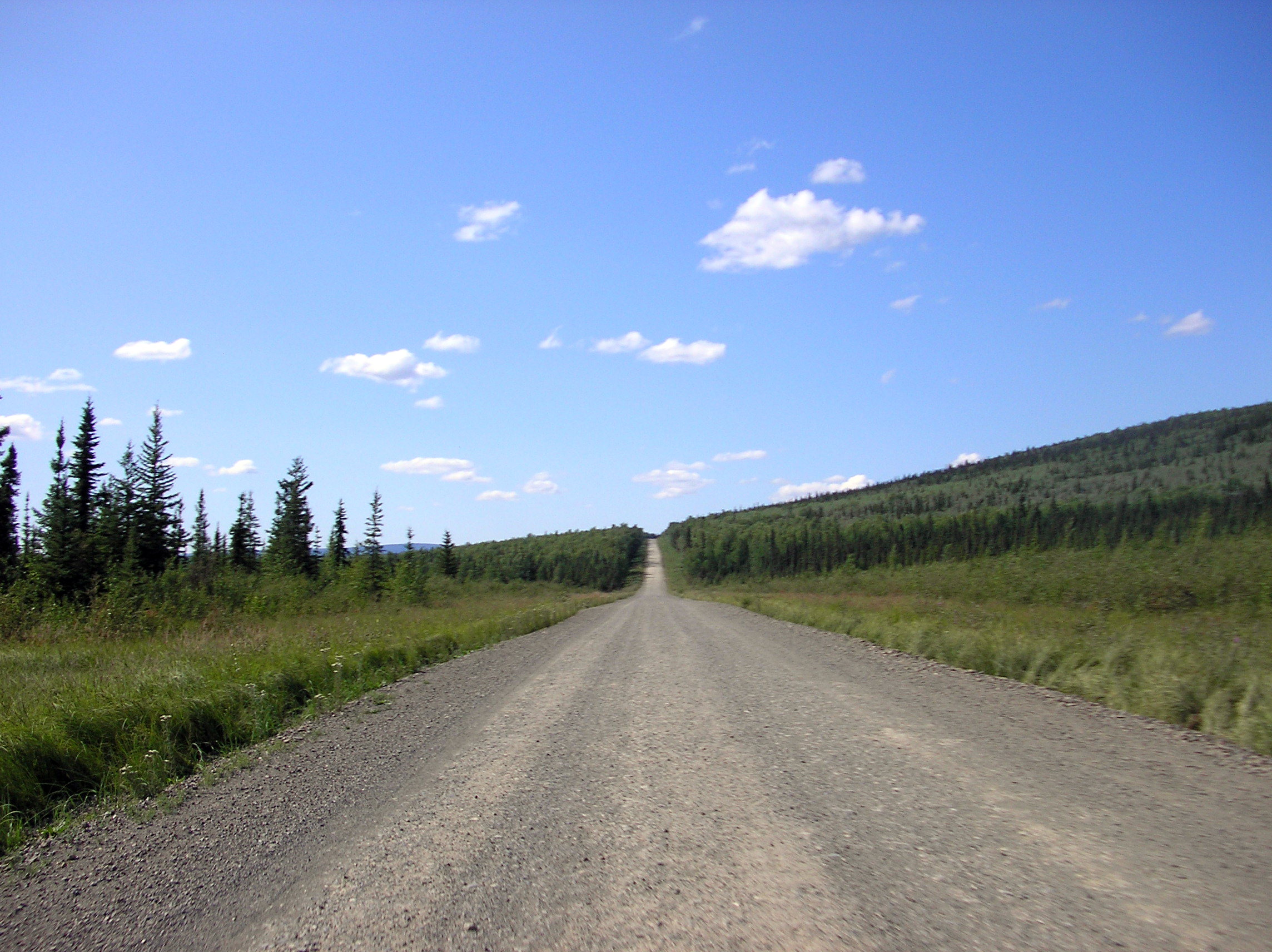
Eliott Highway
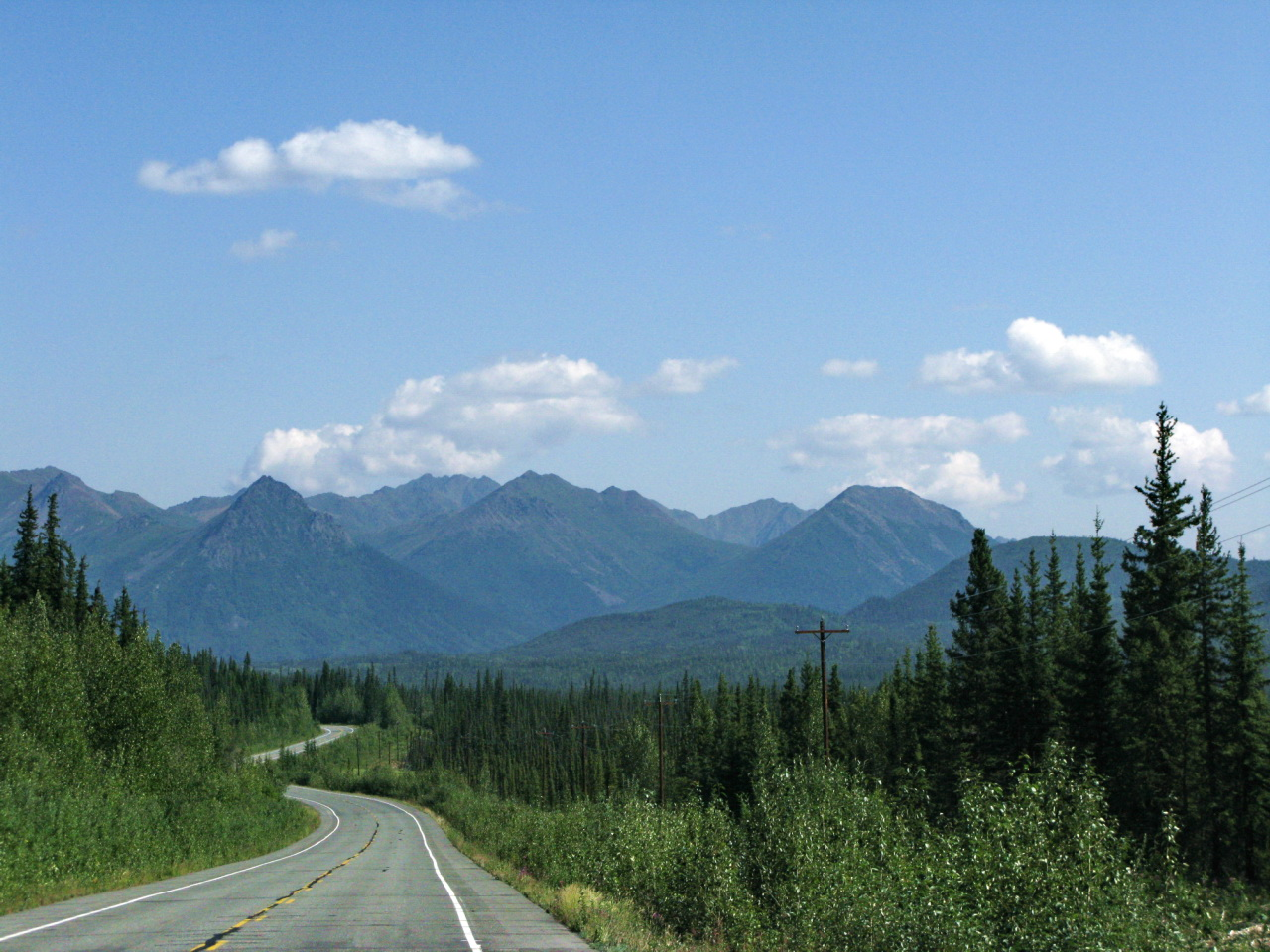
Tok cut-off
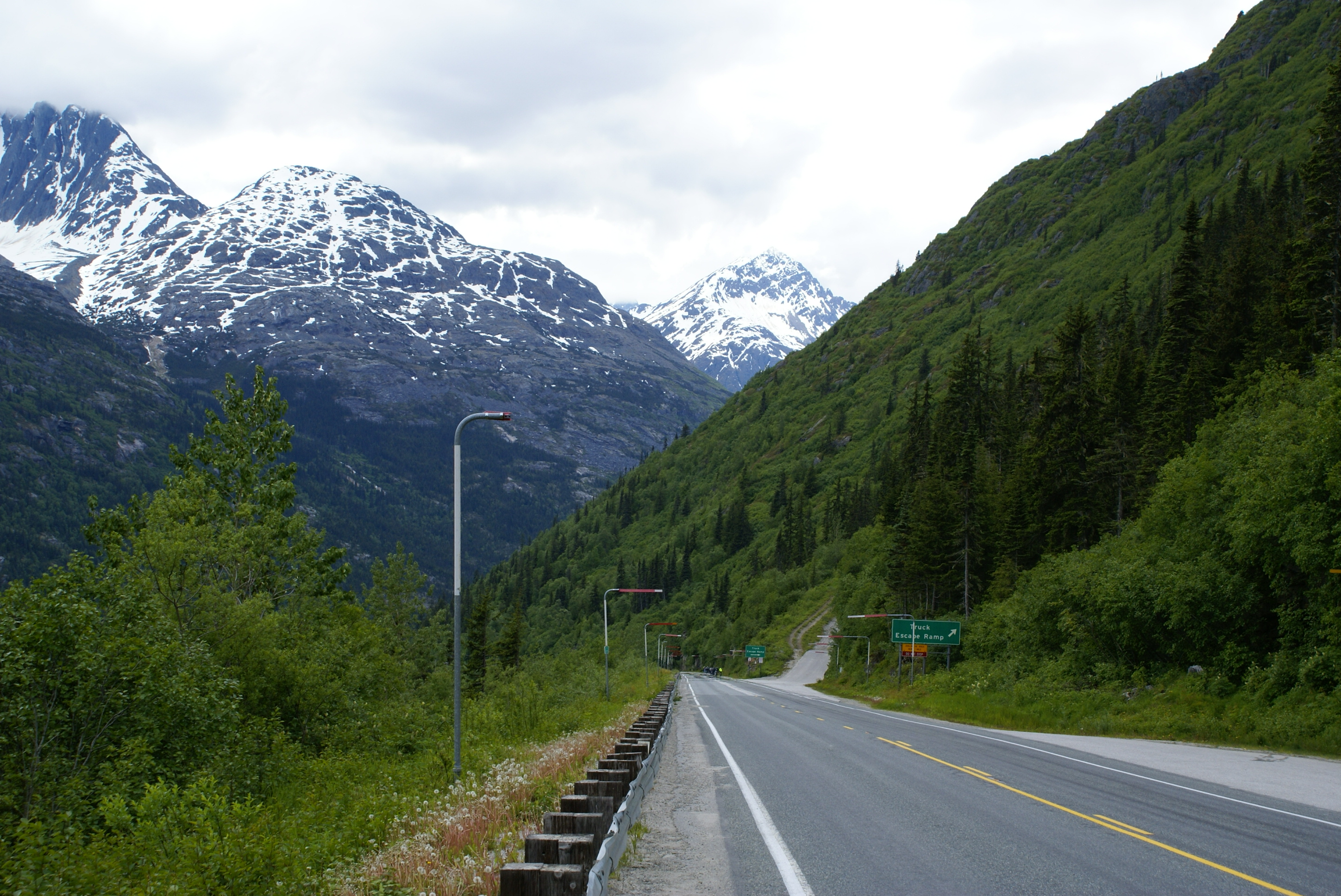
Klondike Highway
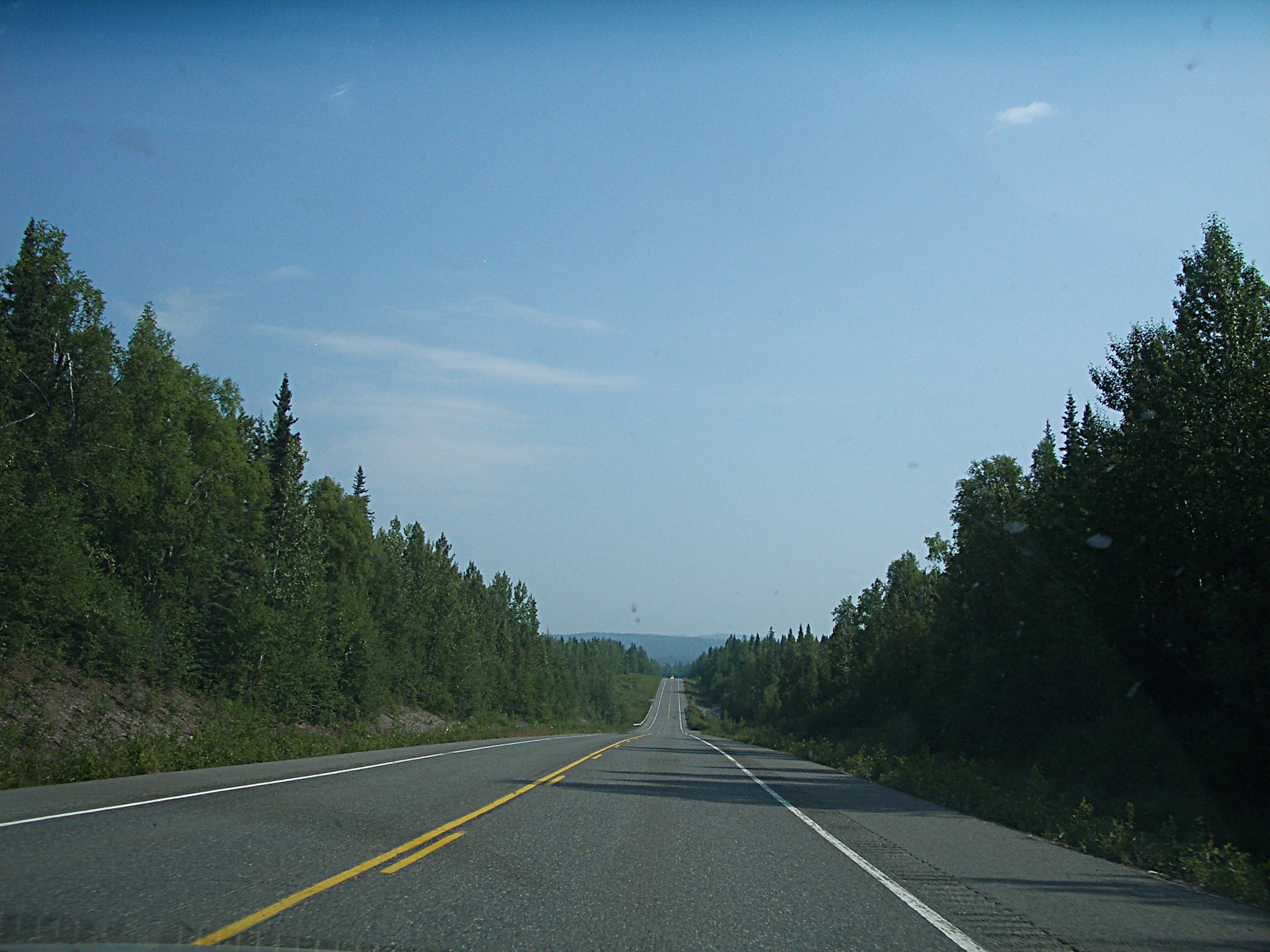
George Park Highway